# Herrarnas sprint vid världsmästerskapen i nordisk skidsport 2011
Herrarnas sprint i VM i längdskidåkning genomfördes i Holmenkollen utanför Oslo, Norge den 24 februari 2011. Distansen var 1,48 km. Segraren och vinnare av guldet blev Marcus Hellner, Sverige.

## Världsmästare genom tiderna
| År   | Ort           | Mästare             |
| ---- | ------------- | ------------------- |
| 2001 | Lahtis        | Tor Arne Hetland    |
| 2003 | Val di Fiemme | Thobias Fredriksson |
| 2005 | Oberstdorf    | Vassili Rotchev     |
| 2007 | Sapporo       | Jens Arne Svartedal |
| 2009 | Liberec       | Ola Vigen Hattestad |
| 2011 | Holmenkollen  | Marcus Hellner      |

## Resultat

### Kval
Kvalet påbörjades klockan 13.30 lokal tid (CET).
Topp 30 (de som kvalificerade sig till kvartsfinal)
| Plac. | Start- nummer | Namn                   | Land           | Tid     |
| ----- | ------------- | ---------------------- | -------------- | ------- |
| 1     | 36            | Jesper Modin           | Sverige        | 2:57.17 |
| 2     | 35            | Anders Gløersen        | Norge          | 2:57.41 |
| 3     | 15            | Martin Jäger           | Schweiz        | 2:57.64 |
| 4     | 37            | Dario Cologna          | Schweiz        | 2:58.82 |
| 5     | 25            | Marcus Hellner         | Sverige        | 2:59.20 |
| 6     | 21            | Eirik Brandsdal        | Norge          | 2:59.49 |
| 7     | 24            | Ola Vigen Hattestad    | Norge          | 2:59.80 |
| 8     | 42            | Yuichi Onda            | Japan          | 3:00.20 |
| 9     | 16            | Alex Harvey            | Kanada         | 3:00.46 |
| 10    | 17            | Petter Northug         | Norge          | 3:00.50 |
| 11    | 27            | David Hofer            | Italien        | 3:00.91 |
| 12    | 31            | Emil Jönsson           | Sverige        | 3:01.07 |
| 13    | 39            | Bernhard Tritscher     | Österrike      | 3:01.21 |
| 14    | 43            | Martti Jylhä           | Finland        | 3:01.66 |
| 15    | 23            | Federico Pellegrino    | Italien        | 3:02.12 |
| 16    | 38            | Aleksej Petuchov       | Ryssland       | 3:02.32 |
| 17    | 40            | Peeter Kummel          | Estland        | 3:02.32 |
| 18    | 46            | Michail Devjatiarov jr | Ryssland       | 3:02.51 |
| 19    | 29            | Matias Strandvall      | Finland        | 3:02.85 |
| 20    | 10            | Martin Koukal          | Tjeckien       | 3:03.01 |
| 21    | 44            | Len Valjas             | Kanada         | 3:03.09 |
| 22    | 12            | Daniel Heun            | Tyskland       | 3:03.15 |
| 23    | 45            | Teodor Peterson        | Sverige        | 3:03.53 |
| 24    | 28            | Andrew Newell          | USA            | 3:03.67 |
| 25    | 18            | Dusan Kozisek          | Tjeckien       | 3:03.75 |
| 26    | 6             | Andrew Musgrave        | Storbritannien | 3:03.88 |
| 27    | 48            | Tim Tscharnke          | Tyskland       | 3:03.97 |
| 28    | 34            | Nikolaj Morilov        | Ryssland       | 3:04.24 |
| 29    | 53            | Simeon Hamilton        | USA            | 3:04.29 |
| 30    | 26            | Renato Pasini          | Italien        | 3:04.60 |

### Kvartsfinaler
Kvartsfinal 1
| Placering | Namn           | Land     | Tid    | Marginal | Anm. |
| --------- | -------------- | -------- | ------ | -------- | ---- |
| 1         | Jesper Modin   | Sverige  | 2:59.9 | 0,0      | Q    |
| 2         | Petter Northug | Norge    | 3:00.1 | +0,2     | Q    |
| 3         | Len Valjas     | Kanada   | 3:00.2 | +0,3     |      |
| 4         | David Hofer    | Italien  | 3:00.2 | +0,3     |      |
| 5         | Martin Koukal  | Tjeckien | 3:04.7 | +4,8     |      |
| 6         | Renato Pasini  | Italien  | 3:33.7 | +32,8    |      |

Kvartsfinal 2
| Placering | Namn                | Land     | Tid    | Marginal | Anm. |
| --------- | ------------------- | -------- | ------ | -------- | ---- |
| 1         | Ola Vigen Hattestad | Norge    | 2:57.0 | 0,0      | Q    |
| 2         | Dario Cologna       | Schweiz  | 2:57.0 | 0,0      | Q    |
| 3         | Peeter Kümmel       | Estland  | 2:57.2 | +0,2     | q    |
| 4         | Andrew Newell       | USA      | 2:57.5 | +0,5     | q    |
| 5         | Tim Tscharnke       | Finland  | 2:57.8 | +0,8     |      |
| 6         | Renato Pasini       | Tyskland | 3:02:3 | +5,3     |      |

Kvartsfinal 3
| Placering | Namn                | Land           | Tid    | Marginal | Anm. |
| --------- | ------------------- | -------------- | ------ | -------- | ---- |
| 1         | Marcus Hellner      | Sverige        | 2:57.2 | 0,0      | Q    |
| 2         | Federico Pellegrino | Italien        | 2:57.5 | +0,3     | Q    |
| 3         | Aleksej Petuchov    | Ryssland       | 2:58.2 | +1,0     |      |
| 4         | Eirik Brandsdal     | Norge          | 2:58.4 | +1,2     |      |
| 5         | Dušan Kožíšek       | Tjeckien       | 3:00.0 | +2,8     |      |
| 6         | Andrew Musgrave     | Storbritannien | 3:02.9 | +4,7     |      |

Kvartsfinal 4
| Placering | Namn              | Land     | Tid    | Marginal | Anm. |
| --------- | ----------------- | -------- | ------ | -------- | ---- |
| 1         | Emil Jönsson      | Sverige  | 2:57.5 | 0,0      | Q    |
| 2         | Alex Harvey       | Kanada   | 2:57.5 | 0,0      | Q    |
| 3         | Anders Gløersen   | Norge    | 2:57.6 | +0,1     |      |
| 4         | Matias Strandvall | Finland  | 2:58.6 | +1,1     |      |
| 5         | Simeon Hamilton   | USA      | 2:58.7 | +1,2     |      |
| 6         | Daniel Heun       | Tyskland | 2:59.1 | +1,6     |      |

Kvartsfinal 5
| Placering | Namn                   | Land      | Tid    | Marginal | Anm. |
| --------- | ---------------------- | --------- | ------ | -------- | ---- |
| 1         | Martin Jäger           | Schweiz   | 2:58.2 | 0,0      | Q    |
| 2         | Nikolaj Morilov        | Ryssland  | 2:58.4 | +0,2     | Q    |
| 3         | Teodor Peterson        | Sverige   | 2:58.5 | +0,3     |      |
| 4         | Michail Devjatiarov jr | Ryssland  | 2:58.8 | +0,6     |      |
| 5         | Bernhard Tritscher     | Österrike | 2:59.6 | +1,4     |      |
| 6         | Yuichi Onda            | Japan     | 3:39.0 | +40,8    |      |

### Semifinaler
Semifinal 1
| Placering | Namn                | Land    | Tid    | Marginal | Anm. |
| --------- | ------------------- | ------- | ------ | -------- | ---- |
| 1         | Petter Northug      | Norge   | 2:58.6 | 0,0      | Q    |
| 2         | Ola Vigen Hattestad | Norge   | 2:58.7 | +0,1     | Q    |
| 3         | Jesper Modin        | Sverige | 2:58.8 | +0,2     | q    |
| 4         | Peeter Kümmel       | Estland | 2:59.1 | +0,5     | q    |
| 5         | Dario Cologna       | Schweiz | 2:59.4 | +0,8     |      |
| 6         | Federico Pellegrino | Italien | 3:01.6 | +3,0     |      |

Semifinal 2
| Placering | Namn            | Land     | Tid    | Marginal | Anm. |
| --------- | --------------- | -------- | ------ | -------- | ---- |
| 1         | Marcus Hellner  | Sverige  | 3:02.2 | 0,0      | Q    |
| 2         | Emil Jönsson    | Sverige  | 3:02.3 | +0,1     | Q    |
| 3         | Alex Harvey     | Kanada   | 3:02.9 | +0,7     |      |
| 4         | Nikolaj Morilov | Ryssland | 3:05.0 | +2,8     |      |
| 5         | Andrew Newell   | USA      | 3:05.2 | +3,0     |      |
| 6         | Martin Jäger    | Schweiz  | 3:05.3 | +3,1     |      |

### Final
| Placering | Namn                | Land    | Tid    | Marginal | Anm. |
| --------- | ------------------- | ------- | ------ | -------- | ---- |
| 1         | Marcus Hellner      | Sverige | 2:57.4 | 0,0      |      |
| 2         | Petter Northug      | Norge   | 2:58.0 | +0,6     |      |
| 3         | Emil Jönsson        | Sverige | 2:58.5 | +1,1     |      |
| 4         | Ola Vigen Hattestad | Norge   | 2:59.8 | +2,4     |      |
| 5         | Jesper Modin        | Sverige | 3:00.4 | +3,0     |      |
| 6         | Peeter Kümmel       | Estland | 3:01.4 | +4,0     |      |

## Resultat 7-25
| Placering | Namn                   | Land      |
| --------- | ---------------------- | --------- |
| 7         | Alex Harvey            | Kanada    |
| 8         | Nikolaj Morilov        | Ryssland  |
| 9         | Dario Cologna          | Schweiz   |
| 10        | Andrew Newell          | USA       |
| 11        | Martin Jäger           | Schweiz   |
| 12        | Federico Pellegrino    | Italien   |
| 13        | Anders Gløersen        | Norge     |
| 14        | Aleksej Pethuchov      | Ryssland  |
| 15        | Len Valjas             | Kanada    |
| 16        | Teodor Peterson        | Sverige   |
| 17        | Eirik Brandsdal        | Norge     |
| 18        | David Hofer            | Italien   |
| 19        | Michail Devjatiarov jr | Ryssland  |
| 20        | Matias Strandvall      | Finland   |
| 21        | Bernhard Tritscher     | Österrike |
| 22        | Martti Jylhä           | Finland   |
| 23        | Martin Koukal          | Tjeckien  |
| 24        | Dušan Kožíšek          | Tjeckien  |
| 25        | Simeon Hamilton        | USA       |